# ازکیل لاوزی
ازگیل ایوان لاوزی (اسپانیایی: Ezequiel Iván Lavezzi‎؛ زاده ۳ مهٔ ۱۹۸۵) بازیکن فوتبال پیشین اهل آرژانتین است که آخرین بار در باشگاه هبی چین فورچون و تیم ملی آرژانتین بازی کرد.

## افتخارات

### باشگاهی
سن لورنسو
- لیگ برتر فوتبال آرژانتین: ۲۰۰۷

ناپولی
- جام حذفی فوتبال ایتالیا: ۱۲–۲۰۱۱

پاری سن ژرمن
- لیگ ۱: ۱۳–۲۰۱۲، ۱۴–۲۰۱۳، ۱۵–۲۰۱۴، ۱۶–۲۰۱۵
- جام اتحادیه باشگاه‌های فرانسه: ۱۴–۲۰۱۴، ۱۵–۲۰۱۴
- جام حذفی فوتبال فرانسه: ۱۵–۲۰۱۴
- سوپر جام فوتبال فرانسه: ۲۰۱۳، ۲۰۱۴

### ملی
آرژانتین
- بازی‌های المپیک تابستانی: ۲۰۰۸
- جام جهانی فوتبال نایب قهرمان: ۲۰۱۴
- کوپا آمریکا نایب قهرمان: ۲۰۱۵، ۲۰۱۶[۴]